# Тбилисская
Тбилисская (до 1936 года — Тифлисская) — станица в Краснодарском крае Российской Федерации, административный центр Тбилисского района. Расположена в центральной части Краснодарского края, на правом берегу реки Кубани, в 100 км на северо-восток от краевого центра города Краснодара. Население 25 650 жителей (2021).
На территории станицы действуют несколько крупных сельскохозяйственных и перерабатывающих предприятий. По северной окраине станицы проходит автомобильная дорога регионального значения Темрюк — Краснодар — Кропоткин, которая соединяет федеральные автодороги М-4 «Дон», и Р-217 Кавказ. В станице расположена железнодорожная станция Гречишкино на линии Краснодар — Кавказская Северо-Кавказской железной дороги.

## Топонимика
При основании станица получила название Тифлисская, по имени Тифлисского редута у которого была заложена. В редуте размещался Тифлисский 15-й пехотный полк, называвшийся так по месту дислокации в городе Тифлисе. В 1936 году столица Грузинской ССР была переименована в Тбилиси, так как это название более соответствовало произношению на грузинском языке. Тогда же и станица была переименована в Тбилисскую. В переводе с грузинского თბილი (тбили) означает «тёплый».

## Физико-географическая характеристика

### Географическое положение
Тбилисская расположена на правом берегу, в среднем течении реки Кубани, которая является южной границей Кубано-Приазовской низменности, на высоте около 102—105 метров над уровнем моря. Основная часть станицы расположена на обрывистом берегу, достигающем местами высоты 60-65 метров. Несколько улиц проходят непосредственно у реки. Воды Кубани отличаются большой мутностью. Выше и ниже станицы русло реки характеризуется большой извилистостью.
Станица расположена в зоне интенсивной хозяйственной деятельности, природные ландшафты в результате антропогенной деятельности видоизменились. Экологическое состояние окружающей природной среды характеризуется как напряженное. Протяжённость станицы с запада на восток около 10 километров. Тбилисскую разделяет так называемый Солохин Яр — глубокий овраг, спускающийся к Кубани. С севера и востока станицу окружают возделанные поля. На западной окраине находится оборотное водохранилище сахарного завода.
В станице находится железнодорожная станция Гречишкино Северо-Кавказской железной дороги на однопутной электрифицированной ветке Краснодар — Кавказская. До 1902 года станция называлась Розовая, а затем переименована по ходатайству схода казаков в память сотника Андрея Леонтьевича Гречишкина.
| С-З | Киев ~ 1347 км. Ейск ~ 292 км.           | Москва ~ 1309 км. Ростов-на-Дону ~ 257 км. | Волгоград ~ 609 км. Элиста ~ 394 км.   | С-В |
| З   | Краснодар ~ 108 км. Симферополь ~ 549 км | Роза ветров                                | Кропоткин ~ 33 км Ставрополь ~ 198 км. | В   |
| Ю-З | Джубга ~ 213 км. Новороссийск ~ 270 км.  | Майкоп ~ 134 км. Сочи ~ 354 км.            | Армавир ~ 107 км. Пятигорск ~ 333 км.  | Ю-В |

### Климат
Станица расположена в зоне умеренно континентального климата. Летом достаточно жарко и сухо. Зима, как правило, мягкая и теплая, но случаются морозы до — 7С — 10С. Средняя январская температура 2 — 3 градуса мороза. Морозный период длится не более 80 дней в году. Общее количество годовых осадков около 600 миллиметров, которые выпадают неравномерно в течение года, в основном в виде дождя.

### Памятники природы
В 1966 году в районе станицы Тбилисской был организован Тбилисский заказник. Он не является государственным и находится в ведении Краснодарского краевого общества охотников и рыболовов. Заказник расположен на правом берегу реки Кубань, в западном и восточном направлении от станицы на площади 1350 гектаров. Из них 260 гектаров занимают леса, что расположены в пойме реки Кубань, 50 гектаров — лесополосы и 1040 гектаров — поля. В границах заказника протяженность рек составляет 70 километров. Здесь обитает заяц-русак, лисица, ондатра, норка, барсук, фазан, енотовидная собака.
В окрестностях станицы расположены три памятника природы, которые относятся к категории особо охраняемых природных территорий.
Памятник природы «Острова» включает в себя два острова, расположенные на реке Кубань западнее станицы Тбилисской. На островах произрастают ясень обыкновенный, орех чёрный, ива плакучая, акация белая, бузина, дикий шиповник. Территория памятника природы покрыта естественной древесной и травянистой растительностью.
Парк совхозный — этот природный объект был заложен в конце 1950-х годов на землях зерносовхоза «Кропоткинский», отчего и получил свое название. Инициатива создания парка принадлежала Ивану Ефимовичу Семикину, который в те годы работал главным агрономом совхоза. Возле совхозного клуба (ныне — Тбилисский культурно-досуговый центр) был разбит парк, высажены саженцы, привезенные из питомников Нальчика, Сочи.
В центре парка был построен фонтан. В парке произрастают лиственные и хвойные породы деревьев: ели, ясени, дубы, сосны. Сейчас парк носит имя И. Е. Семикина. В парке много погибающих деревьев, насаждения практически не обновляются. В центре парка была заложена сосновая аллея, деревья на которой высадили ветераны Великой Отечественной войны. На территории парка расположен футбольный стадион с искусственным газоном, оборудована скейт-площадка.
Родник «Светлячок» находится восточнее станицы, у подножия склона правого берега реки Кубань, в лесу Пристань, в одном километре на северо-восток от бывшего пионерского лагеря «Солнышко». Ключ родника находится у основания горы, далее вода из родника впадает в реку Кубань. Вода в роднике пресная, чистая, без запаха; используется местными жителями. Для удобства посетителей через ручей родника установлен мостик.

### Часовой пояс
Тбилисская находится в 3 географическом часовом поясе. Тбилисская входит в часовую зону, обозначенную по международному стандарту как Moscow Time Zone (MSK).
Смещение относительно UTC составляет +3:00.

## История

### Древнейшая история
Человек на территории современного Краснодарского края появился около 500 тыс. лет назад. Первые свидетельства о пребывании человека в окрестностях Тбилисской относятся к IV—III векам до н. э. К более позднему времени — I—III векам н. э. относят курганы так называемого «Золотого кладбища». Они тянутся почти сплошной полосой по правому берегу реки Кубани от станицы Казанской до Воронежской. Их открыл профессор Петербургского университета Н. И. Веселовский в начале XX века. По одной из версий, в курганах похоронены воины, которых нанимали правители Рима или Боспорского царства для противодействия кочевникам южнорусских степей. На берегах Кубани в это время обитали племена меотов.

### Средневековье
Земли, где расположена станица, в VII—XIII веках последовательно попадали под власть хазаров, алан, половцев и других кочевников. В XIII—XV веках эти земли входили в Золотую Орду, на обломках которой в XV веке образовалось Крымское ханство. Власть хана распространялась и на большую часть Прикубанья. Крымское ханство попадает в вассальную зависимость от Османской империи.

### Вхождение в состав Российской империи
С XVIII века начинается соперничество Османской и Российской империй за северное Причерноморье. В начале 1783 года крымский хан отрекается от престола и 8 (19) апреля Екатерина II издает манифест, по которому Крым, Тамань и Кубань становились российскими владениями. Османская империя признала вхождение этих земель в состав России подписанием Ясского мирного договора в декабре 1791 года.
В 1788 году в среднем течении реки Кубани были построены 4 крепости и 20 редутов, один из которых — Тифлисский получил свое название от Тифлисского 15-го гренадерского полка, принимавшего участие в походе на Анапу летом 1788 года. Первоначально редут был построен у одного из спусков к Кубани, там где сейчас построена школа № 6. Позже в 1792 году его перенесли западнее, к так называемому Казачьему яру. На этом кордоне летом служили донские казаки, а зимовать они уходили на Дон. Таким образом постоянного населения в это время здесь ещё не было. Первоначально донцам было предписано переселиться на Кубань с семьями. Но это вызвало возмущение среди казаков и от этого плана пришлось отказаться.

### Основание станицы
На Кубань было решено переселить казаков бывшего Екатеринославского войска. К моменту переселения на Кубань они уже вошли в состав Войска Донского. В 1802 году у Тифлисского редута была заложена станица Тифлисская. За дату основания станицы принят день прибытия казаков к редуту. Это произошло 8 октября 1802 года. Переселилась 181 одна семья — 846 душ обоего пола. Вместе с казаками поселившимися у соседних редутов — Темижбекского, Казанского, Ладогского — они образовали Кавказский линейный казачий полк. Штаб-квартира полка расположилась в станице Тифлисской. Командовал полком есаул Леонтий Гречишкин. Он же стал первым атаманом станицы.

### Подвиг сотника Андрея Гречишкина
В сентябре 1829 года сотник Андрей Гречишкин (сын первого атамана) повёл свою сотню навстречу горцам, получив предупреждение о готовящемся нападении их на казачьи станицы. Встретились они у «Волчьих ворот» (ущелье у Песчаного брода на реке Зеленчук в 25 км от Тифлисской). Горцы, численно превосходившие казаков, окружили сотню. Казаки приняли бой, отказавшись сдаваться в плен, и все погибли.
В 1897 году через Тифлисскую прошла железная дорога на Екатеринодар. Железнодорожная станция называлась «Розовая». В 1902 году её переименовали в станцию «Гречишкино» в честь Андрея Гречишкина.

### Станица в XX веке
В 1910 году в станице насчитывалось уже 7165 человек населения и 22154 десятин земли. Было 898 дворов коренных жителей и 132 иногородних.
В 1925 году население Тифлисской составляло 7553 человека, дворов 1322. Здесь была одна школа, библиотека и изба-читальня, один детский дом, два мелких промышленных предприятия, две мельницы.
В 1936 году переименована в станицу Тбилисскую после соответствующего изменения русского наименования Тбилиси.
С 8 августа 1942 года по 29 января 1943 года станица была оккупирована немецко-фашистскими войсками.
В докладной записке В,Я.Хавроничева, секретаря Тбилисского райкома ВКП (б), они описываются так:
«5 августа 11-я бригада, державшая оборону с северо-восточной стороны станицы Тбилисской, в 23 часа отошла на новый рубеж. По приказу командования группа бойцов-подрывников вместе с райкомом партии, райисполкомом и НКВД 6 августа приступила к уничтожению намеченных объектов в связи с оставлением района. В 11 часов дня 6 августа взорваны железнодорожное полотно и стрелки ст. Гречишкино. Затем с 14 −16 часов дня были уничтожены путем взрыва и поджога: склад элеватора, два корпуса элеватора, госмельница, зерносклад зерносовхоза, маслозавод „Пищепрома“, электростанция, водонапорная башня и водокачка. Все склады и силоса элеваторов с зерном были залиты нефтью, в результате все наличие зерна полностью сгорело. Зерно, находящееся на токах колхозов, роздано колхозникам в количестве от 2 до 3 кг на трудодень…
Крупный рогатый скот и тягло эвакуировано согласно указаний крайкома по маршруту на Черкесск. Крупное поголовье свиней частью эвакуировано, выдано воинским частям и оставшееся роздано колхозникам, то же сделано и с птицей…
Трактора Тбилисской, Ванновской МТС и зерносовхоза, которые были на ходу, направлены по маршруту на Черкесск. Со всех остальных тракторов и комбайнов сняты радиаторы, магнето и карбюраторы и зарыты в землю. Горючее с нефтебаз МТС и совхоза роздано воинским частям».

## Население
| 1939 | 1959    | 1970    | 1979    | 1989    | 2002    | 2010    | 2021    |
| ---- | ------- | ------- | ------- | ------- | ------- | ------- | ------- |
| 7391 | ↗10 229 | ↗17 338 | ↗18 894 | ↗21 880 | ↗24 134 | ↗25 317 | ↗25 650 |

## Административно-территориальное подчинение
В разные годы станица входила в различные административно-территориальные единицы.
В Российской империи
1802—1822 годы — Кавказская губерния с центром в г. Георгиевске.
1822—1847 годы — Кавказская область с центром в г. Ставрополе.
1847—1860 годы — Ставропольская губерния.
1860—1918 годы — Кубанская область.
8 февраля 1860 года издан указ о выделении из Ставропольской губернии правого крыла Кавказской линии и наименовании его Кубанской областью. В 1876 году образован Кавказский уезд в составе Кубанской области с центром в селе Армавир. В 1888 году Кавказский уезд был преобразован в Кавказский отдел.
В годы Гражданской войны
В январе 1918 года Кубанская краевая войсковая Рада провозгласила создание Кубанской народной республики со столицей в Екатеринодаре. После того как Екатеринодар заняли большевики, в апреле 1918 года была образована Кубанская советская республика. В декабре 1918 года после того как были изгнаны большевики, Кубанская Рада преобразовала Кубанскую область в Кубанский край.
В СССР, РФ
В марте 1920 года была образована Кубано-Черноморская область, куда вошел и Кавказский отдел.
2 июня 1924 года была создана Юго-Восточная область с центром в Ростове-на-Дону. В её составе существовал Армавирский отдел, в который входил Кропоткинский район, состоявший первоначально из 26 сельских советов, в том числе Тифлисского.
C октября 1924 по январь 1934 года Тифлисский сельский совет Кропоткинского района входил в Северо-Кавказский край с центром последовательно — в Ростове-на-Дону, Пятигорске, Орджоникидзе (Владикавказе), Ворошиловске (Ставрополе).
С 10 января 1934 по 13 сентября 1937 входит в состав Азово-Черноморского края с центром в Ростове-на-Дону.
31 декабря 1934 года был образован самостоятельный Тифлисский район, станица Тифлисская стала районным центром.
13 сентября 1937 года был образован Краснодарский край, в который вошел и переименованный Тбилисский район.
1 февраля 1963 года Тбилисский район был ликвидирован и станица вошла в Кавказский район с центром в городе Гулькевичи, а затем с 4 марта 1964 года в состав Усть-Лабинского района.
30 декабря 1966 года был вновь образован Тбилисский район с центром в станице Тбилисской.

## Местное самоуправление
В соответствии с законом Краснодарского края от 7 июня 2004 года № 728-КЗ «Об установлении границ муниципального образования Тбилисский район, наделение его статусом муниципального района, образовании в его составе муниципальных образований — сельских поселений — и установлении их границ» станица Тбилисская входит в состав Тбилисского сельского поселения. Она является административным центром Тбилисского сельского поселения и Тбилисского района. Кроме станицы Тбилисской в состав поселения входит ещё семь населенных пунктов: посёлки Восточный, Горский, Мирный, Октябрьский, Первомайский, Терновый и хутор Северин.
Систему местного самоуправления, правовые, экономические и финансовые основы местного самоуправления и гарантии его осуществления на территории поселения установлены в Уставе Тбилисского сельского поселения Тбилисского района, который были принят решением Совета Тбилисского сельского поселения от 22 апреля 2015 года.
Структуру органов местного самоуправления Тбилисского сельского поселения составляют:
- совет поселения — представительный орган;
- глава поселения — возглавляет администрацию поселения;
- администрация поселения — исполнительно-распорядительный орган.

Совет поселения состоит из 25 депутатов, которые избираются по многомандатным округам на 5 лет. 8 сентября 2019 года был избран совет поселения четвёртого созыва. Председатель совета — Самойленко Елена Борисовна.
Глава поселения является высшим должностным лицом поселения и возглавляет администрацию сельского поселения. Глава поселения избирается советом поселения из числа кандидатов, представленных конкурсной комиссией по результатам конкурса, на 5 лет.
Численность муниципальных служащих органов местного самоуправления и работников муниципальных бюджетных и автономных учреждений по состоянию на 1 января 2017 года составляла 185 человек.
На территории поселения работают 34 комитета территориального общественного самоуправления.

## Символы
Герб и флаг Тбилисского сельского поселения были одобрены Геральдическим советом при Президенте Российской Федерации 28 июня 2006 года, утверждены решением Совета Тбилисского сельского поселения от 27 августа 2010 года № 176.
Герб представляет собой поле зелёного и пурпурного цвета, разделенное золотой мурованной стеной с тремя большими зубцами. Стена изогнута в пониженное опрокинутое стропило. Крепостная стена образно отражает особенности истории возникновения станицы — при одноимённом редуте. Посередине на стене серебряный щит, в котором изображен кадуцей — золотой, с золотыми крыльями и черными змеями. Этот щит заимствован из исторического герба города Тифлиса, где кадуцей использовался как символ обширной торговли. На гербе станицы он указывает на то, что её название связано с именем столицы Грузии. Вверху, на зелёном поле, располагается золотой хлебный сноп, перевязанный лентой, продетый в кольцо из лучей сияющего солнца. Золотой сноп в солнечных лучах символизирует сельское хозяйство, благоприятный климат и плодородные земли. Стилизованные солнечные лучи при этом напоминают шестерню, что показывает развитый промышленный комплекс по переработке сельскохозяйственной продукции.
По нижнему краю герба располагается узкая лазоревая оконечность. Цвет этой полосы указывает на то, что станица расположена на берегах реки Кубань.
Флаг разработан на основе герба Тбилисского сельского поселения и представляет собой прямоугольное полотнище с отношением ширины к длине 2:3.

## Экономика

### Сельское хозяйство
В окрестностях станицы расположены сельскохозяйственные угодья. На территории поселения преобладают выщелоченные, малогумусные и слабогумусные черноземы, которые предоставляют широкие возможности для производства большинства видов сельскохозяйственных культур.
На территории поселения расположены более 60 крестьянско-фермерских хозяйств.
До недавнего времени в станице было два крупных сельскохозяйственных предприятия — агрофирма «Кавказ» и совхоз «Кропоткинский». Производственная база и земля, которые принадлежали агрофирме «Кавказ», были приобретены агрохолдингом «Кубань», входящим в группу «Базовый Элемент» Олега Дерипаски. ПАО «Кропоткинское», образованное вместо совхоза, было приобретено лицами, аффилированными с владельцами АО имени Шевченко, и сейчас администрация предприятия находится на хуторе Шевченко Тбилисского района.

### Промышленность
Основу экономики станицы составляют предприятия, связанные с переработкой сельскохозяйственной продукции.

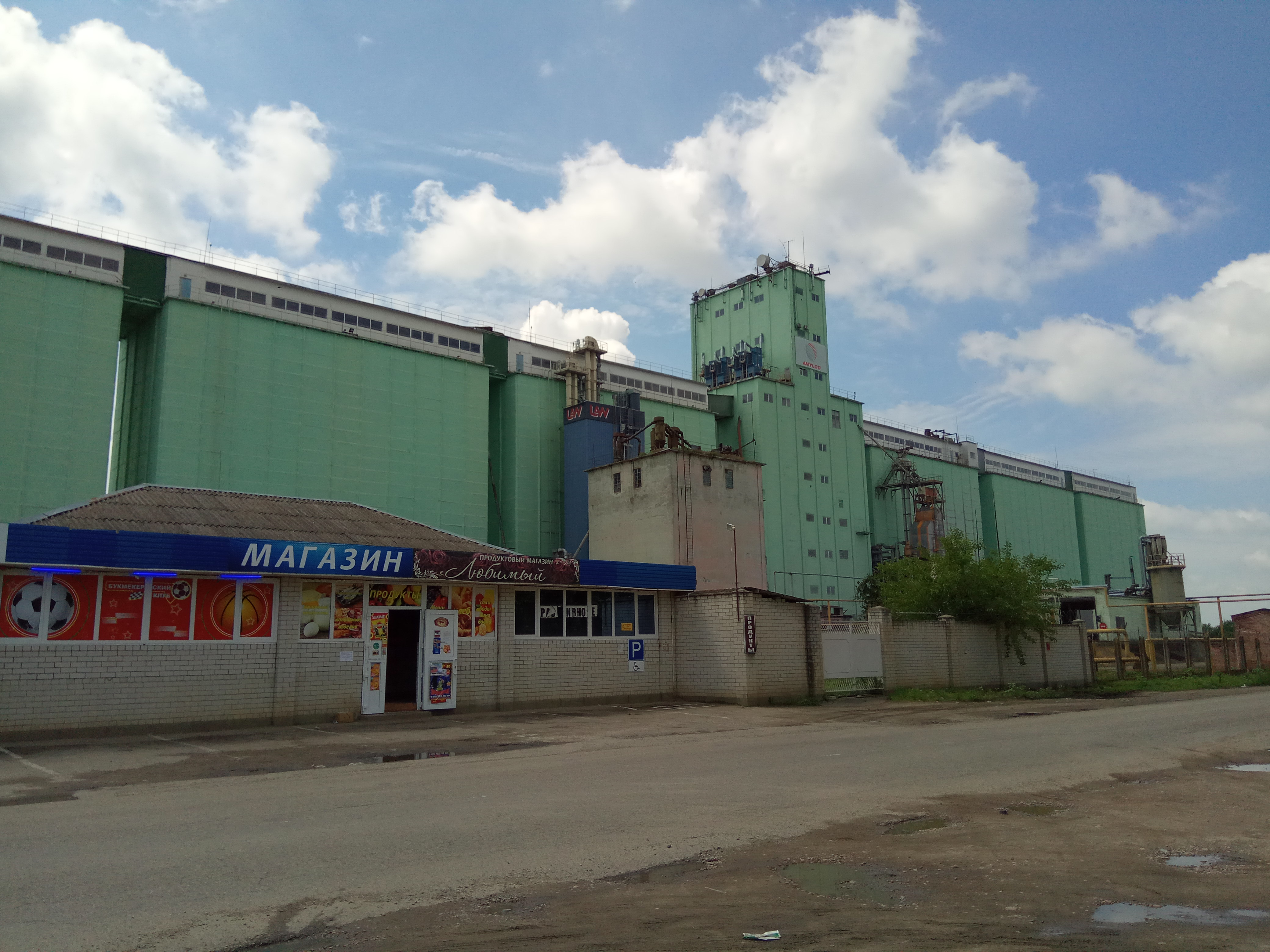
Элеватор Гречишкинской зерновой компании

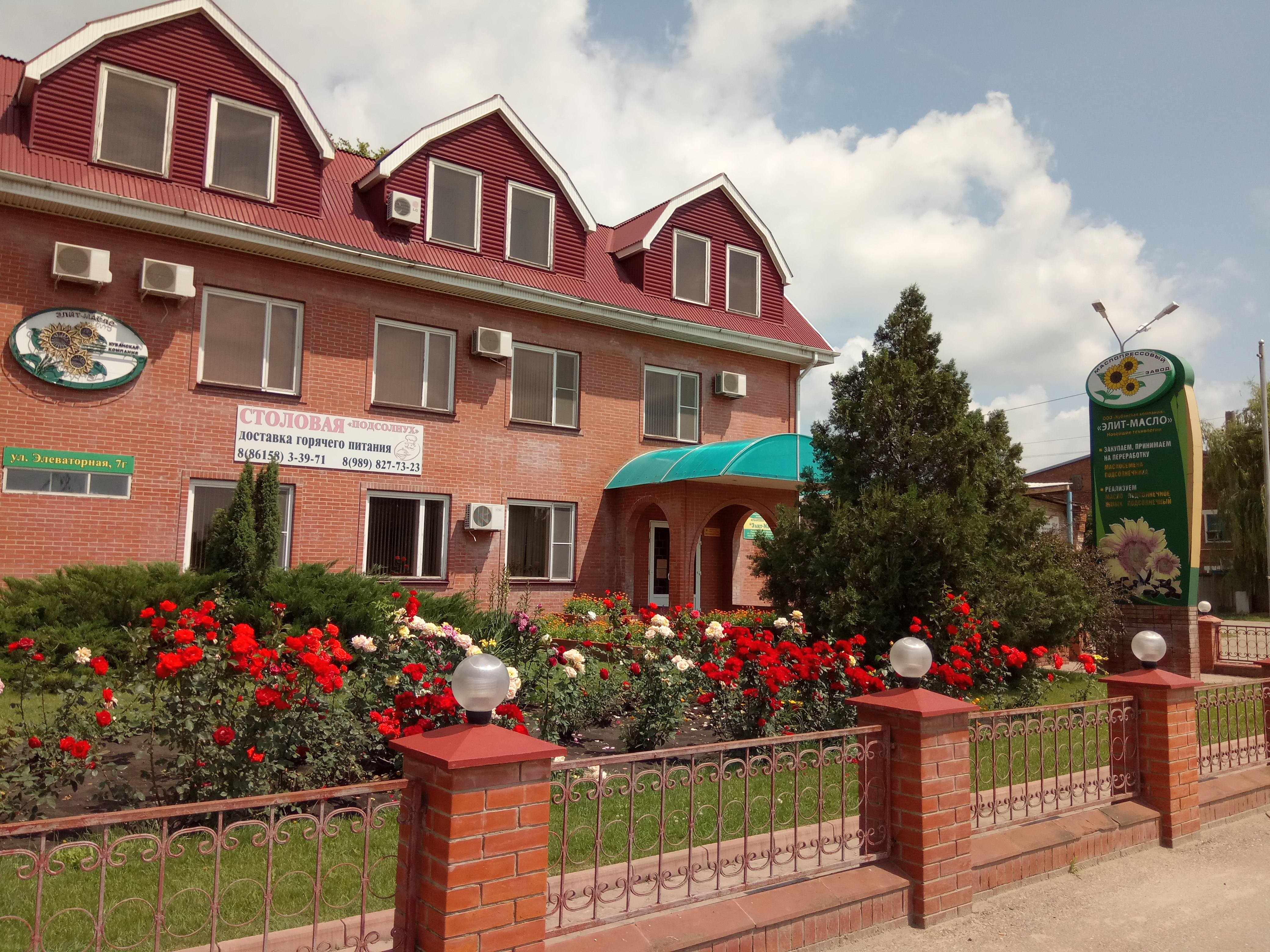
Офисное здание маслопрессового завода

Гречишкинская зерновая компания — элеватор, который был основан в 1924 году. В 2005 году Гречишкинская зерновая компания была приобретена фирмой «Каргилл». Направление деятельности осталось прежним — хранение, очистка и сушка зерновых и масличных культур, но увеличились мощности предприятия. Элеватор вмещает до 110 тысяч тонн зерна. Сюда поступает на хранение зерно от фермеров, крупных сельскохозяйственных предприятий Тбилисского и соседних регионов.
Тбилисский маслосырзавод работает с 1954 года, когда она начал производить молочную продукцию для местной больницы и предприятий общепита. В 1967 году завод стал специализироваться на производстве одного наименования продукции — сыра «Российский». В постсоветское время был введены в эксплуатацию несколько новых цехов: маслоцех, сыродельный, цельномолочный, сырохранилище на 250 тонн продукции,. После введения санкций на импортные продукты на предприятии начали производить сыры с плесенью — аналоги рокфора и камамбера.
Тбилисский сахарный завод выпустил первую продукцию в конце 1959 года. В советский период завод являлся образцово-показательным предприятием свеклосахарной отрасли промышленности, опытно-экспериментальной площадкой для испытания и внедрения нового оборудования. Одновременно со строительством предприятия на западной окраине станицы был построен поселок сахарного завода. С 2000 года завод входит в группу компаний «Сюкден». В 2002—2005 годах на заводе проведена модернизации, в результате мощности завода позволяют перерабатывать в сутки до 4,5 тысяч тонн сахарной свеклы и 650 тонн сахара-сырца . Завод может производить как обычный, так и рафинированный сахар-песок. Продукцию завода закупают заводы таких компаний Coca-Cola, PepsiCo, Mars, Nestle, Kraft Foods, Danone, Heineken, «Вимм-Билль-Данн», «СладКо», «Объединенные кондитеры».
Тбилисский семенной завод начал работу в 1962 году. Основным видом деятельности предприятия была заготовка сырых семян сахарной свеклы, их переработка, хранение, реализация фабричных семян. В конце 90-х годов на заводе было проведено техническое перевооружение, морально и физически устаревшее оборудование заменили на новое. В 2002 году была запущена линия инкрустирования и дражирования семян. Введены в эксплуатацию линия отгрузки семян, зерна насыпом (главный корпус), пункт разгрузки большегрузных автомобилей. Предприятие работает и как элеватор по подработке и хранению зерновых культур.
Завод «Центр сои» был создан в 1995 году. Предприятие производит растительные масла и жмых из соевых бобов и семян подсолнечника, корма для крупного рогатого скота. Мощность предприятия составляет 270 тонн соевых бобов в сутки.
Маслопрессовый завод — один из крупных производителей нерафинированных растительных масел. Завод перерабатывает до 1200 тонн масличных культур (семян подсолнечника, сои, рапса) в сутки.
Новые комбинированные корма — предприятие, которые открылось в августе 2013 года. Оно занимается производством гранулированных комбикормов для всех видов сельскохозяйственной птицы и животных.
Машиностроительный завод — предприятие производит строительное оборудование (бетоносмесители) и сельскохозяйственные агрегаты и комплектующие к ним (дисковые бороны, режущие диски и узлы к ним).

### Торговля
В станице представлены торговые сети федерального и краевого уровня. Работают супермаркеты сетей «Магнит», «Пятерочка». Есть магазины сетевых компаний, который продают бытовую технику и электронику — DNS, «Иманго», «Техносклад». Представлены аптечные сети «Апрель», «Росфарма», «Аптечный склад», «Магнит-Аптека».
Всего на территории Тбилисского сельского поселения осуществляют деятельность более 1300 индивидуальных предпринимателей. Большинство — 1120 — в торгово-закупочной сфере, поэтому в станице много небольших магазинов формата «у дома».

### Банки и страхование
Банковскую деятельность в станице осуществляют подразделения банков: «Сбербанк России», «Кубань-Кредит», РНКБ.
Страховые услуги предоставляют четыре страховых компании: «Сибирь», «Россия», «Росгосстрах — Юг», «ЭСКО».

## СМИ
- Газета «Прикубанские огни», издается с января 1935 года.
- Телеканал «Метроном-3»
- Радиостанции

| Частота, МГц | Название                            | RDS | Мощность кВт | Формат             | Телецентр          | Время |
| ------------ | ----------------------------------- | --- | ------------ | ------------------ | ------------------ | ----- |
| 66,20        | Радио России / ГТРК Кубань (Молчит) | -   | 4            | News / Talk        | Октябрьский *РТПС* | 5-1   |
| 66,98        | Радио Маяк (Молчит)                 | -   | 4            | News / Talk        | Октябрьский *РТПС* | 6-1   |
| 90,7         | Радио Дача / Метроном-3             | -   | 0,1          | Hot AC/ AC         | Казачья 10         | 0-24  |
| 94,5         | Радио России / ГТРК Кубань          | -   | 1            | News / Talk        | Октябрьский *РТПС* | 5-1   |
| 102,6        | Европа Плюс                         | -   | 0,03         | CHR / Pop / Dance  | Октябрьский        | 0-24  |
| 103,3        | Первое Радио                        | -   | 4            | Disco / News / Pop | Октябрьский *РТПС* | 0-24  |
| 105,8        | Казак FM                            | -   | 4            | Folk               | Октябрьский *РТПС* | 0-24  |

## Транспорт

### Железнодорожный транспорт

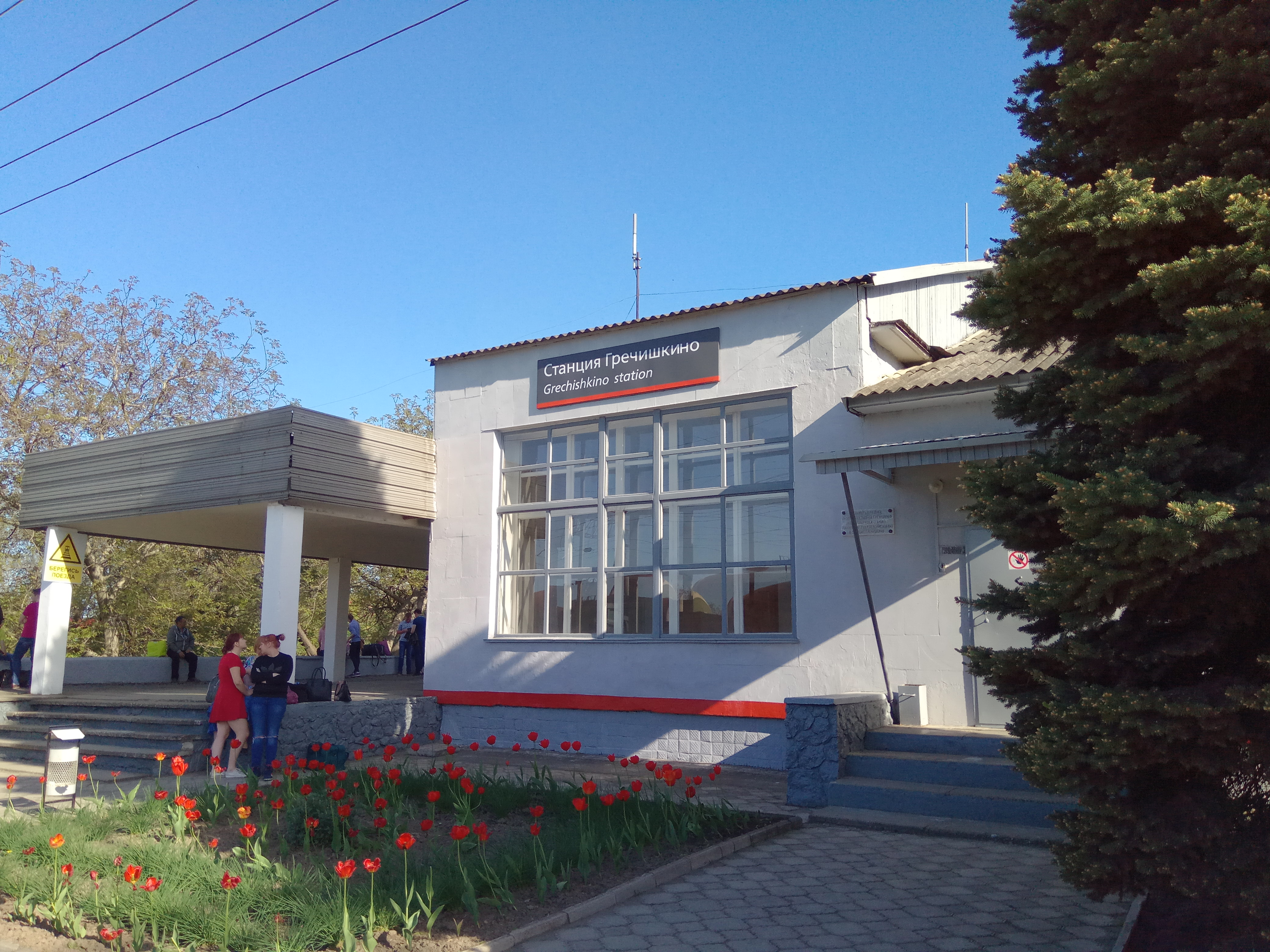
Железнодорожная станция Гречишкино

С запада на восток через станицу проходит электрифицированная однопутная железная дорога Краснодар — Кавказская с невысокой интенсивностью движения. Через станцию Гречишкино проходит несколько пригородных поездов, связывающих Краснодар с городами Кропоткин, Армавир, Минеральные Воды, Кисловодск и несколько поездов дальнего следования по маршрутам: Новороссийск — Владикавказ, Новороссийск — Москва.

### Автомобильный транспорт

Тбилисская автостанция

Станица Тбилисская связана автомобильными дорогами с близлежащими городами Краснодарского края и крупными населенными пунктами Тбилисского района. Основу транспортных связей составляют автомобильные дороги регионального значения. Автомобильная дорога регионального значения Темрюк — Краснодар — Кропоткин и далее до границы Ставропольского края с интенсивностью движения от 9 000 до 13 000 автомобилей в сутки. Она обходит станицу с севера. Параллельно ей проходит автодорога Тбилисская — Кропоткин, интенсивность движения автомобилей по которой составляет около 3000 автомобилей в сутки. С севера на юг через станицу проходят автодороги, которые связывают Тбилисскую со станицами Воздвиженская (интенсивность до 3 500 автомобилей в сутки) и Нововладимировская (до 3000 автомобилей в сутки).
В станице расположена автостанция. Через автостанцию проходят транзитные автобусные маршруты из Краснодара, Ставрополя, Ростова-на-Дону, Майкопа, Новороссийска и других городов, а также автобусные маршруты в населенные пункты Тбилисского и Кавказского районов.
В станице действует 5 автобусных маршрутов, обслуживают автобусы малого класса «ПАЗ» и три автобуса большого класса марки «НефАЗ». также существует несколько служб такси.

## Достопримечательности

Памятник сотнику Андрею Гречишкину

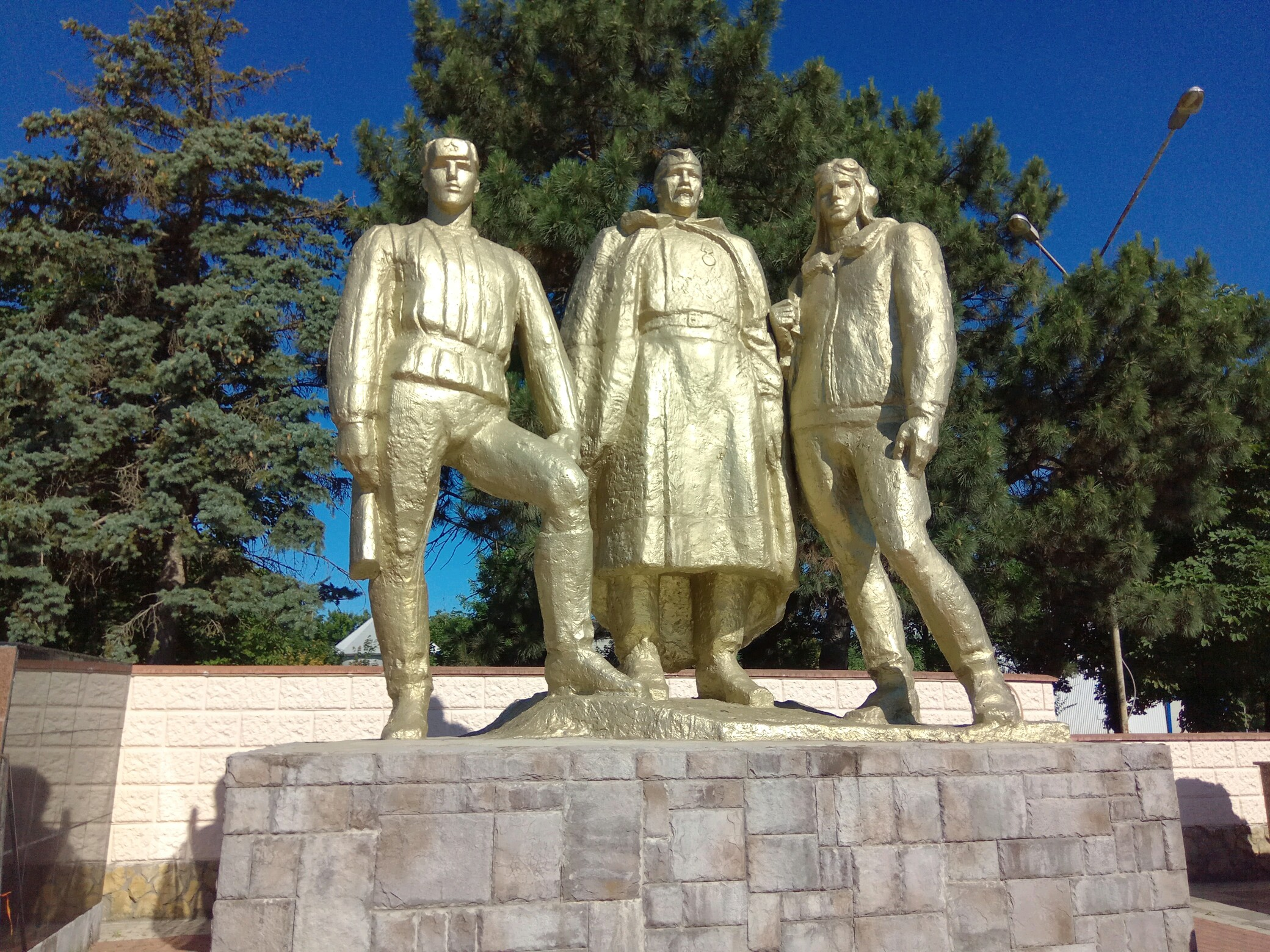
Мемориал у Вечного огня в память о погибших в Великой Отечественной войне

- В окрестностях — многочисленные меотские и сарматские курганы.
- Памятник на братской могиле советских воинов, погибших в боях за освобождение кубанских станиц в январе-феврале 1943 года.

Фигура солдата с автоматом в руках выполнена краснодарским скульптором Григорием Деревянко.
30 января 1943 года здесь был захоронен военный врач III ранга Виктор Дмитриевич Куликов, уроженец города Мариуполя. Зная, что у него смертельное ранение, он попросил медсестру похоронить его возле школы. На вопрос: «Почему возле школы?» — ответил: «Ко мне всегда пойдут дети и принесут цветы». Его похоронили возле здания школы № 1, на могиле была установлена деревянная тумба и табличка с именем.
Примерно в это же время в здании временного полевого госпиталя, который располагался в здании сберкассы на углу улиц Первомайской и Кривой, скончались трое бойцов: лейтенант Андрей Андреевич Савельев, командир миномётного батальона 69-й мотострелковой бригады Иван Дорофеевич Войстриков. Фамилия третьего солдата осталась неизвестной. Их первоначально захоронили во дворе госпиталя. Летом 1943 года при бомбежке поезда с оружием на железнодорожной станции Гречишкино получил смертельное ранение один из сопровождавших поезд — Курбан Бабаев. В 1944 году было осуществлено перезахоронение этих четырёх воинов к могиле В. Д. Куликова и она стала братской.
В 1950 году с восстановлением здания школы было благоустроено захоронение. Деревянную тумбу заменили каменным обелиском, а деревянную ограду — железной. Через некоторое время в братскую могилу перенесли останки двух неизвестных солдат, захороненных в годы войны вблизи железнодорожного вокзала. Таким образом в братской могиле похоронено семь воинов. Фамилии трех неизвестны.
В октябре 1966 года по инициативе учащихся школы начался сбор денежных средств для нового надгробия братской могилы. На призыв откликнулись некоторые предприятия и организации Тбилисской: элеватор, совхоз «Кропоткинский», автохозяйства, колхоз «Кавказ», СМУ, быткомбинат, автоколонна, радиоцентр, узел связи. Всего было собрано 1200 рублей. Остальные 600 руб. учащиеся школы заработали сами.
23 февраля 1967 года состоялся митинг, посвященный открытию памятника.
- Мемориал и Вечный огонь в память о погибших в Великой Отечественной войне.

Автор монумента архитектор из Ленинграда В. В. Коковин. На постаменте три фигуры советских воинов — партизан, лётчик и солдат. Слева на стеле высечены фамилии тбилисцев, погибших в годы Великой Отечественной войны. Памятник открыт в год 30-летия Победы над фашистской Германией. В день открытия мемориала, 9 мая 1975 года, участник битвы на Малой Земле — Николай Дмитриевич Головченко заложил капсулы со священной землёй с Мамаева кургана и Малой Земли. Алексей Семёнович Клюшников зажёг Вечный огонь у мемориала. Огонь был привезён с братской могилы воинов в Усть-Лабинске.
На территории мемориала также установлены памятники: воинам, погибшим в вооруженном конфликте в Чеченской Республике; воинам, погибшим при исполнении воинского долга в республике Афганистан; ликвидаторам последствий аварии на Чернобыльской АЭС.
Интересы Родины в Чечне отстаивали более 500 жителей Тбилисского района. 15 из них не вернулись домой. Всего в афганской войне сражались более ста тбилисцев, пятеро из них погибли. Многие вернулись с тяжелыми травмами и не дожили до сегодняшнего дня. В ликвидации последствий чернобыльской катастрофы принимали участие 107 жителей Тбилисского района.
- Памятник сотнику Андрею Гречишкину. Автор памятника — скульптор Николай Раськов. Эскиз памятника выбирали народным голосованием, средства на его сооружение собрали предприниматели района. Открытие памятника состоялось 27 сентября 2014 года. Сотник Андрей Гречишкин изображен сидящим на коне. Высота бронзовой фигуры, без постамента — 2,5 метра[23].

## Религия
В станице действует несколько религиозных общин, большинство из которых являются христианскими. Самая крупная — православная. В Тбилисской находятся два православных прихода Тихорецкой епархии Кубанской митрополии Русской Православной Церкви.
Свято-Покровский храм был освящен 15 мая 1988 года Епископом Екатеринодарским и Кубанским Исидором. Храм располагается в обычном здании новой постройки, приспособленном для нужд церкви, и не является памятником архитектуры. Рядом с храмом в 2008 году была построена колокольня, на которой установили девять колоколов, самый большой из них имеет вес 1200 килограммов.
В парке станицы в 1995 году восстановлена часовня в память казаков сотни Гречишкина. До 1934 здесь было воинское кладбище и на месте братской могилы казаков находилась часовня, возведённая в 1863 году на средства и по указанию наказного атамана Кубанского казачьего войска и начальника Кубанской области генерал-лейтенанта графа Ф. Н. Сумарокова-Эльстона.
Вторая церковь в станице была построена по инициативе и на средства одной состоятельной православной семьи с благословения Митрополита Екатеринодарского и Кубанского Исидора. Храм святого апостола Андрея Первозванного был освящен 9 декабря 2012 года. Здание построено по проекту заслуженного архитектора Кубани Ф. И. Афуксениди.
На колокольне этого храма установлены семь колоколов, отлитых на заводе в Тутаеве. Самый большой колокол весом 115 килограммов украшен литыми иконами с изображением Николая Чудотворца, преп. Сергия Радонежского, Георгия Победоносца и Архангела Михаила. На поверхности колокола сделана надпись «Лит сей кампан в лето 2012 от Р. Х. в храм Андрея Первозванного по благословению митрополита Екатеринодарского и Кубанского Исидора усердием р. Б. Сергия, Людмилы, Александра, Ольги», в память о людях, благодаря которым появился храм. На колокольне смонтирована электронная система управления колоколами, с помощью которой в положенное время раздается один из запрограммированных звонов — в зависимости от характера службы. Общее количество прихожан двух православных храмов превышает 2,5 тысячи человек.
Помимо этого, в Тбилисской существуют объединения и группы различных религиозных направлений. Небольшая община Древлеправославной Поморской церкви, а также представители протестантских церквей — евангельские христиане-баптисты, христиане Веры Евангельской (пятидесятники), адвентисты cедьмого Дня. Армяне, которые проживают в станице, являются последователями Армянской апостольской церкви.

## Люди, связанные со станицей
- Иван Максимович Якубин (1916—1945) — старший сержант, участник Великой Отечественной и Советско-японской войн, Герой Советского Союза (1945, посмертно)
- Евдоким Денисович Волков (1922—1943) — старший лейтенант Рабоче-крестьянской Красной Армии, участник Великой Отечественной войны, Герой Советского Союза (1943, посмертно).
- Пётр Григорьевич Баранов (1920 —1943) — гвардии младший лейтенант, участник Великой Отечественной войны, Герой Советского Союза (1943)
- Архиепископ Дионисий (Дьяченко) (1882—1967) — архиепископ Сан-Францисский и Калифорнийский.
- Михаил Сергеевич Шкабардня (1930 — 2025) — советский государственный деятель, Доктор технических наук (1980), профессор (1986).
- Эдуа́рд Алексе́евич Кура́ев (1940 — 2014) — советский и российский физик-теоретик. Доктор физико-математических наук (1971).
- Алексей Иванович Фабрый (род. 1953) — советский и российский лётчик, Герой России